# 高要縣
高要县，中国旧县名。
西汉置，县治在今广东省肇庆市端州区，属苍梧郡。隋以后为端州、信安郡、肇庆府、肇庆路治。明朝时，析出高明县。
中华民国初年，全国废府，高要县属广东省。1947年，中華民國內政部编撰的《中華民國行政區域簡表》中，县域面积为2784.25平方公里，人口497874人，为1等县:74。
1986年，高要县迁治南岸镇。1993年撤销，改设高要市。 
茶果节是高要县内西南片地区大多数乡村的传统节日，起源已不可考究，每个村的茶果节日期都有差别，但主要集中在每年春节和中秋前后的日子（据说有的村十年才办一次，相当于村的纪念日，但聿光还没发现那个村是这样过节的），大概和春节拜年庆团圆，庆贺秋收和中秋送月饼的习俗有关，这两段时间是以前乡下人走访亲戚的黄金时节，一来是农闲的时候，二来半年劳作已有积蓄，闲而有钱，相得益彰。